# 蘭金岩
82°24′S 50°35′W / 82.400°S 50.583°W
蘭金岩（英語：Rankine Rock）是南極洲的岩石，位於伊利沙伯女皇地，處於科克斯冰原島峰以北1.9公里，屬於彭薩科拉山脈的一部分，美國地質調查局根據測量和該國海軍的空中照片繪入地圖，現時由南極條約體系管理。